# 旭川車掌所
旭川車掌所（あさひかわしゃしょうしょ）は、北海道旭川市宮下通に所在する北海道旅客鉄道（JR北海道）の車掌が所属する組織である。

## 沿革
- 1986年（昭和61年）3月：深川車掌区廃止により業務を移管。
- 1989年（平成元年）5月：名寄車掌区廃止により業務を移管。
- 1990年（平成2年）3月14日：旭川車掌区から旭川車掌所に改称。
- 1992年（平成4年）3月：石北線普通列車ワンマン化に伴い、北見運転所（旧・北見車掌区）から車掌業務を移管。